# Orlunda församling
Orlunda församling var en församling i Linköpings stift inom Svenska kyrkan i Vadstena kommun. Församlingen uppgick 2006  i Aska församling.
Församlingskyrka var Orlunda kyrka.

## Administrativ historik
Församlingen har medeltida ursprung. 
Församlingen utgjorde till 1 maj 1872 ett eget pastorat (prebende åt rektorn i Vadstena) för att därefter till 1942 vara annexförsamling i pastoratet Hagebyhöga, Fivelstad och Orlunda. Från 1941 till 1962 var den annexförsamling i pastoratet Fivelstad, Hagebyhöga och Orlunda. Från 1962 till 2006 annexförsamling i pastoratet Varv och Styra, Fivelstad, Hagebyhöga, Orlunda och Västra Stenby. Församlingen uppgick 2006 i Aska församling.
Församlingskod var 058412.

## Kyrkoherdar
| Ämbetstid | Namn                           | Levnadstid      | Övrigt                                       |
| --------- | ------------------------------ | --------------- | -------------------------------------------- |
| 1512      | Nicolaus                       |                 | Senare kyrkoherde i Odelunda församling.     |
|           | Petrus Magni                   |                 |                                              |
| 1560–     | Nicolaus Thoreri               | 1539–1606       | Senare kyrkoherde i Risinge församling.      |
| 1590–1596 | Christophorus Laurentii        | –1610           | Senare kyrkoherde i Skällviks församling.    |
| 1596–1598 | Georgius Laurentii             | –1603           | Senare kyrkoherde i Vadstena församling.     |
| 1597–     | Petrus Johannis                |                 |                                              |
| 1600–1609 | Petrus Magni Stalenus          | –1613           | Senare kyrkoherde i Vadstena församling.     |
| 1609–1613 | Peder Ericksson Holm           | 1579–1639       | Senare kyrkoherde i Skänninge församling.    |
| 1613–1625 | Andreas Jonæ Gothus            | 1582–1657       | Senare kyrkoherde i Åby församling.          |
| 1624–1634 | Nicolaus Emundi                | 1585–1653       | Senare kyrkoherde i Rappestads församling.   |
| 1634–1638 | Ericus Nicolai Bjugg           | cirka 1600–1638 |                                              |
| 1639–1641 | Laurentius Benedicti Ristelius | 1608–1666       |                                              |
| 1642–1648 | Benedictus Bruzœus             | 1606–1693       | Senare kyrkoherde i Risinge församling.      |
| 1648–1657 | Vibernus Haquini Pictorius     | 1616–1675       | Senare kyrkoherde i Högby församling.        |
| 1657–1676 | Petrus Gottschalki             | –1676           |                                              |
| 1677–1679 | Johannes Svenonis Norbergius   | 1637–1693       | Senare kyrkoherde i Svanshals församling.    |
| 1680–1692 | Matthias Svenonis Norbergius   | 1653–1706       | Senare kyrkoherde i Svanshals församling.    |
| 1694–1698 | Paulus Ekerman                 | 1664–1731       | Senare kyrkoherde i Västra Eneby församling. |
| 1698–1704 | Andreas Silfverling            | 1663–1711       | Senare kyrkoherde i Högby församling.        |
| 1707–1710 | Martinus Brythzenius           | 1670–1738       | Senare kyrkoherde i Vinnerstads församling.  |
| 1711–1721 | Zacharias Torpadius            | 1678–1745       | Senare kyrkoherde i Rogslösa församling.     |
| 1722–1726 | Daniel Corvin                  | 1687–1731       | Senare kyrkoherde i Hagebyhöga församling.   |
| 1727–1731 | Nils Stenhammar                | 1697–1768       | Senare kyrkoherde i Ekebyborna församling.   |
| 1731–1738 | Herman Gideon De Rogier        | 1692–1760       | Senare kyrkoherde i Kättilstads församling.  |
| 1738–1756 | Andreas Palmeroth              | 1701–1773       | Senare kyrkoherde i Väderstads församling.   |
| 1756–1757 | Andreas Tollbom                | 1717–1757       |                                              |
| 1758–1775 | Petrus Löngren                 | 1717–1777       | Senare kyrkoherde i Väderstads församling.   |
| 1775–1788 | Sven Meurnander                | 1732–1788       |                                              |
| 1788–1796 | Jonas Linnerqvist              | 1736–1796       |                                              |
| 1796–1813 | Nils Lorentz Norbeck           | 1762–1813       |                                              |
| 1814–1819 | Johan Lundborg                 | 1773–1831       | Senare kyrkoherde i Herrestads församling.   |
| 1819–1829 | Fredrik Reinhold Bruun         | 1777–1842       | Senare kyrkoherde i Klockrike församling.    |
| 1828–1833 | Nils Magnus Danson             | 1793–1880       | Senare kyrkoherde i Furingstads församling.  |
| 1834–1839 | Carl Gustaf Wiborgh            | 1793–1850       | Senare kyrkoherde i Ekebyborna församling.   |
| 1840–1854 | Carl Augustin Schröder         | 1797–1870       | Senare kyrkoherde i Väderstads församling.   |

### Komministrar
Lista över komministrar. Prästbostaden låg vid Orlunda kyrka.
| Ämbetstid | Namn                | Levnadstid | Övrigt                                     |
| --------- | ------------------- | ---------- | ------------------------------------------ |
| 1889–1906 | Adolf Botvid Cassel |            | Senare kyrkoherde i Styrestads församling. |

## Klockare och organister
| Ämbetstid  | Namn                      | Levnadstid | Övrigt                 |
| ---------- | ------------------------- | ---------- | ---------------------- |
| 1660-talet | Nils Tufvesson            |            | Klockare               |
| 1733       | Magnus Johansson Stenholm |            | Klockare               |
| 1789–1803  | Samuel Björklund          | 1756–1803  | Klockare               |
|            | Erik Borger               | 1781–1831  | Klockare               |
| 1833–1848  | Per Adolf Engstrand       | 1809–1848  | Klockare               |
| 1854–      | Per Johan Hermansson      | 1821–1886  | Klockare och organist. |
| 1886–1898  | Emil Theodor Normell      | 1862–      | Klockare och organist. |
| 1900–1933  | Teodor Levin              | 1873–1946  | Klockare och organist. |
| 1933–1936  | Axel Wedell               | 1909–1988  | Klockare och organist. |
| –1950      | Lennart Wennerberg        | 1910–      | Klockare och organist. |